# Дондоков, Данзан
Дондоков Данзан (1895—1983) — бурятский лама-иконописец.

## Биография
Родился в местности Загустай (ныне в Селенгинском районе Бурятии). В восемь лет начал обучение в Тамчинском дацане. В тринадцать лет был посвящён в живописную традицию. Изучал философию, тантру и живопись в полном объёме, отличном от обычного, рассчитанного на рядовых лам. Обучался в Бурятии и Монголии. Защитил учебную степень гэбши и стал гэлонгом. Имел много учителей, в том числе тибетских представителей «лавранской» школы. Также учился у Осора Будаева и Санжи-Цыбика Цыбикова. 
Вместе с Осором Будаевым создал ряд совместных работ, последняя из которых, «Колесо Сансары», хранится в Санкт-Петербурге. Совместно со скульптором Цыбиковым создавал работы, украшавшие храмы Бурятии, большей частью утраченные из-за пожаров. Занимался как скульптурой, так и живописью. Написал картины: «Рай Сукхавати», «Рай Будды Майтреи», «Древо Собрания Учителей», «Колесо Сансары», «Калачакра», «Шамбала». Почти все ранние работы Данзана Дондокова были утеряны из-за разрушения коммунистами дацанов.
Уехал в ссылку в Красноярский край, где провел 10 лет. Вернулся на родину в 1946 году. Женился на Енхове Лумбуновой в 1950 году.
В 60-70 годы работал над полотнами для Иволгинского и Агинского дацанов. Пожар в Иволгинском дацане в 1972 году унёс около сорока работ мастера.
Имя Данзана Дондокова хорошо знакомо интересующимся философией и искусством Востока. 
О его судьбе справлялся известный востоковед Ю. Н. Рерих. В 1979 году его работы экспонировались в Париже на выставке «Традиционное бурятское искусство XIX-XX веков».